# Kær
Kær (deutsch Kjär) ist ein Ort mit 296 Einwohnern (2021) im Ulkebøl Sogn (Kirchspiel Ulkebüll) und liegt in der süddänischen Sønderborg Kommune auf der Ostseeinsel Als. Kær befindet sich etwa 1 km nördlich von Sønderborg,
5 km südwestlich von Augustenborg und 5 km nordöstlich von Dybbøl. Der Ort ist der einwohnerstärkste der Kær Halvø genannten Halbinsel, auf der auch der Sønderborg Lufthavn liegt.